# Heemstede (Noord-Holland)

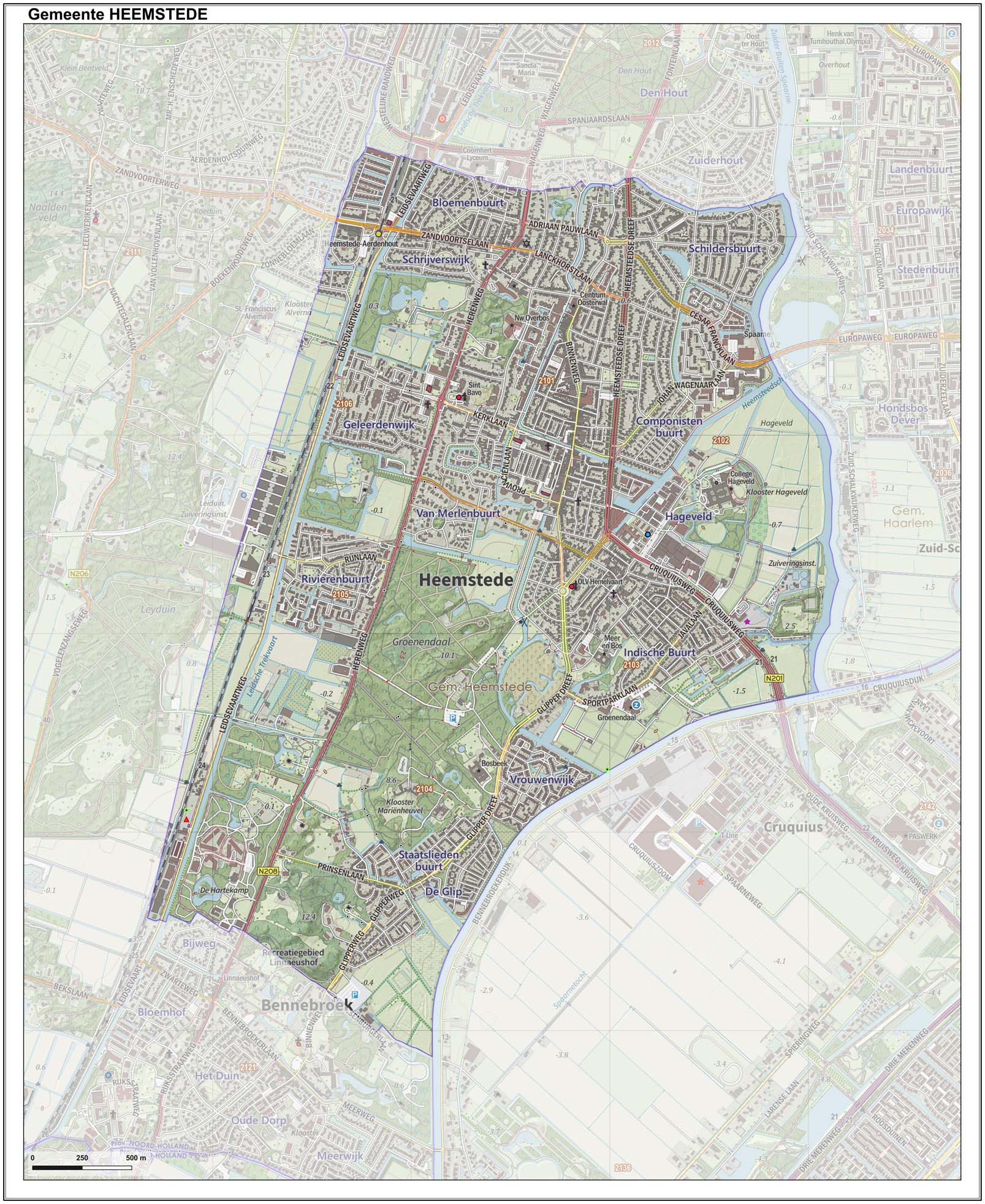
Topografische gemeentekaart van Heemstede, september 2022

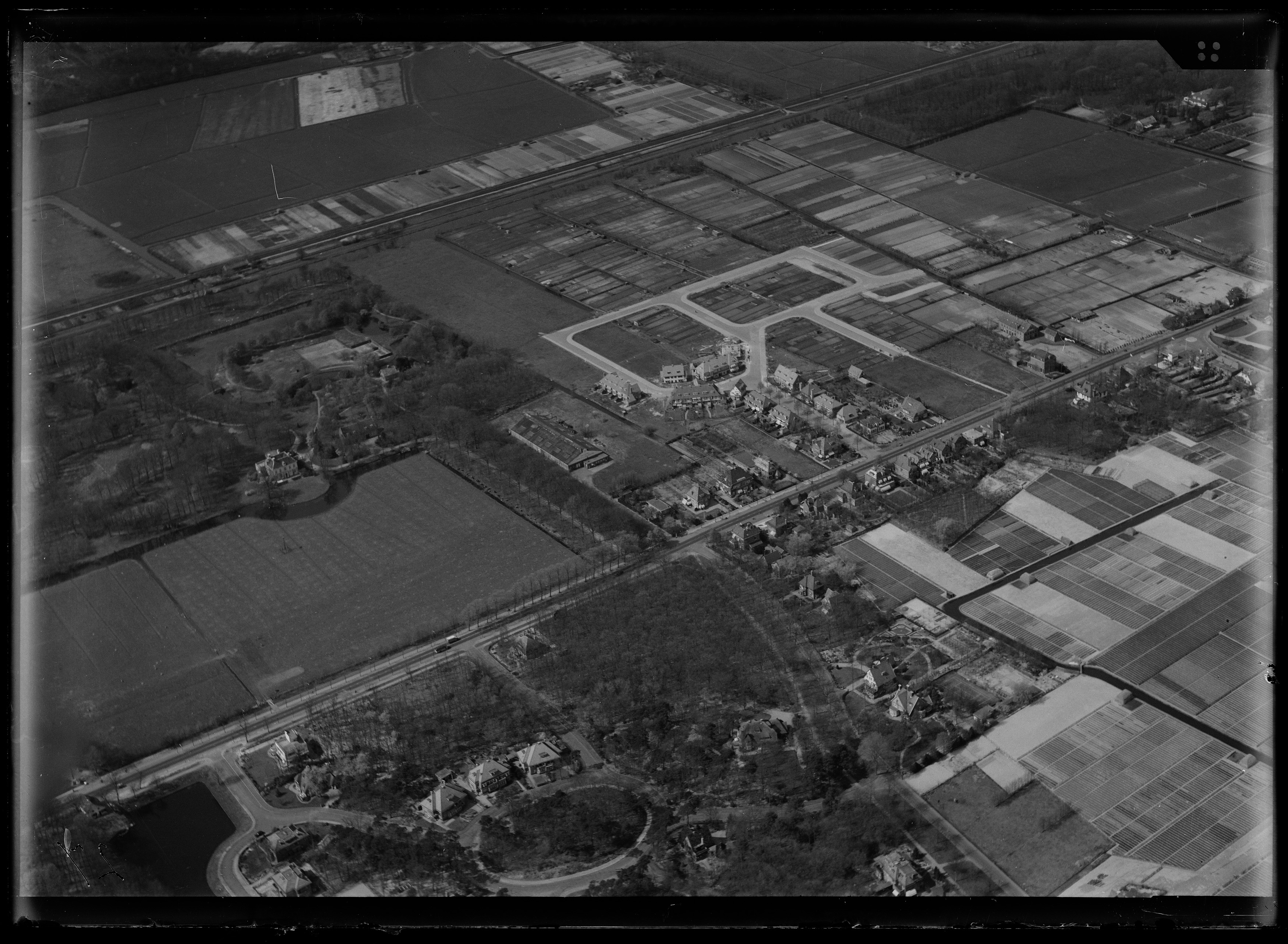
Luchtfoto van Heemstede (1920-1940), Nederlands Instituut voor Militaire Historie.

Heemstede (uitspraakⓘ) is een plaats en gemeente in de Nederlandse provincie Noord-Holland. De gemeente telt 27.593 inwoners (22 november 2024, bron: CBS) en heeft een oppervlakte van 9,61 km² (waarvan 0,15 km² water). Binnen de gemeentegrenzen liggen geen andere kernen.
Heemstede is een van de welvarendste gemeentes van Nederland. Met een mediaan gestandaardiseerd inkomen van 32.200 euro bezetten Heemsteedse huishoudens in 2018 de vijfde plek van hoogste inkomens in Nederland. In het nationale Onderzoek Beste Gemeenten 2019 kwam Heemstede bovendien naar voren als twee na beste plek om te wonen. Deze notering droeg er mede aan bij dat de regio Haarlem op plek één stond van omgevingen waar Nederlanders het liefst willen wonen.

## Aangrenzende gemeenten
| Aangrenzende gemeenten | Aangrenzende gemeenten | Aangrenzende gemeenten | Aangrenzende gemeenten | Aangrenzende gemeenten |
| ---------------------- | ---------------------- | ---------------------- | ---------------------- | ---------------------- |
|                        |                        | Haarlem                |                        |                        |
|                        |                        |                        |                        |                        |
| Bloemendaal            |                        |                        |                        |                        |
|                        |                        |                        |                        |                        |
|                        |                        |                        |                        | Haarlemmermeer         |

## Geschiedenis
Heemstede is, evenals Haarlem, Spaarndam en Velsen gelegen op een vroege strandwal. De vroegste bewoningssporen zijn gevonden aan de binnen- of zuidoostelijke zijde van deze strandwal op het huidige bos- en slootterrein van College Hageveld. Deze sporen behoren tot de prehistorische Vlaardingencultuur (3500-2500 v.Chr.) die behalve uit enige landbouw vooral uit jacht en visserij bestond. De vondsten betroffen handgevormde aardewerkscherven, vuurstenen pijlpunten, schrabbers, e.d.. kleine gepolijste bijl (herkomst: België), twee platte en doorboorde kralen van git.
De naam Heemstede komt al voor rond het jaar 1000 en betekent mogelijk "woonplaats" (Groenedijk, 2000) en anders "woonplaats van een zekere Emece" (Groesbeek, 1972). Het gebiedje dat in die tijd de naam Heemstede draagt, is behoorlijk onbeduidend. Pas als Haarlem in 1245 van graaf Willem II stadsrechten krijgt onder voorwaarden dat het een begrensd gebied wordt, worden de landelijke gebieden buiten de nieuwe stadswallen interessant en wordt het noodzakelijk hier namen aan te geven. Deze nieuwe buitengebieden, ook wel ambachten (bestuurs- en rechtskringen), worden óf via schouten en schepenen bestuurd, óf beleend aan leenmannen.
Dit belenen gebeurt voor Heemstede door de opvolger van Willem II, graaf Floris V, rond 1284. Dit Heemstede is anders dan het huidige, Floris beleent in die tijd immers Berkenrode apart en geeft een stukje grond, dat loopt van de huidige Lanckhorstlaan/Bronsteeweg tot aan de zee in Zandvoort, cadeau aan het St. Elisabethsgasthuis. Wel loopt het Heemsteeds grondgebied in noordelijke richting door tot iets voorbij de huidige Gedempte Oude Gracht in Haarlem. In het oosten wordt Heemstede niet alleen begrensd maar ook veel lastiggevallen door De Meer.
De eerste Heer van Heemstede - de titel die de leenman krijgt door het betalen van een som geld - is Reinier van Holy, ook wel Reinier van Holijde. Tussen 1284 en 1300 bouwt deze adellijke heer uit Vlaardingen aan het Spaarne het Slot Heemstede. Dit rond 1400 enkele malen verwoeste en weer opgebouwde kasteel wordt, na groot herstel ten tijde van Adriaan Pauw, uiteindelijk in 1810 door Jan Dolleman afgebroken. Wat resteert zijn het 17e-eeuwse bouwhuis, Duivenpoort en "Pons Pacis" ofwel Vredesbrug, opgericht naar aanleiding van de Vrede van Münster (1648) waar Adriaan Pauw de belangrijkste gezant van de republiek was.
In 1304 vindt de eerste slag bij het Manpad plaats - of niet. Dat Witte van Haamstede, een bastaardzoon van Floris V, hier met de Haarlemmers de Vlamingen verslaat, wordt door velen inmiddels als legende gezien. Toch zijn er ook nog historici die deze geschiedenis 'vermoedelijk waarachtig' noemen. De tweede slag bij het Manpad, in 1573, is niet omstreden, met uitzondering van het woordje "tweede". Bij deze slag sneuvelen 1500 Haarlemmers en Spanjaarden.
In de loop van de 14e eeuw ontstaat dan in de buurt van het Heemsteeds kasteel een dorpje, dat met name door de bouw van een Mariakapelletje (1347) en een Bernaditenklooster (1458) groeit.
Tot 1653 maakt Bennebroek deel uit van de ambachtsheerlijkheid Heemstede. In 1857 wordt de gemeente Berkenrode door Heemstede geannexeerd. In 1927 wordt het noordelijk deel van Heemstede, inclusief een groot deel van de Haarlemmerhout, door de gemeente Haarlem geannexeerd. Het inwonertal daalt dan van 17.071 naar 11.562.
Heemstede ondergaat in de jaren 1920 en 1930 een belangrijke transformatie door een ambitieus uitbreidingsplan, dat wordt uitgewerkt door de architecten Jospeh Cuypers (de zoon van Pierre Cuypers) en Jan Stuyt. De groeiende bevolking vraagt om nieuwe woonwijken, maar de gemeente wil het dorpse en groene karakter behouden. Dit leidt tot een stedenbouwkundig plan gebaseerd op de tuinstadgedachte, waarbij rust, ruimte en natuur centraal staan.
De nieuwe wijken krijgen een tuinstedelijke opzet, met kronkelende straten, veel openbaar groen en ruime percelen. De architectuur wordt beïnvloed door de Amsterdamse School, zichtbaar in de bakstenen gevels, bijzondere dakvormen en decoratieve details. Wijken zoals de Indische Buurt en Bomenbuurt worden gerealiseerd voor een brede doelgroep, terwijl villawijken zoals Marisberg rond de Herenweg exclusief zijn ontworpen voor de welgestelde klasse. Het plan voorziet daarnaast in de aanleg van scholen, kerken en parken, waaronder het wandelbos Groenendaal, dat voor het publiek wordt opengesteld.
Een belangrijk kenmerk van het uitbreidingsplan is de aandacht voor groene buffers die Heemstede scheiden van omliggende steden, zoals Haarlem. Dit beschermt het dorp tegen verstedelijking en versterkt de rustige woonomgeving. Tegelijkertijd worden aan de randen van het dorp arbeiderswoningen gebouwd, zodat ook de werkende klasse kan profiteren van comfortabele woningen in een groene setting.
Het uitbreidingsplan vormt Heemstede tot een geliefde woonplaats, waar stedelijke voorzieningen en natuur hand in hand gaan. De wijken uit deze periode worden nog steeds gewaardeerd om hun harmonieuze indeling en karakteristieke architectuur. Dankzij deze visie is Heemstede uitgegroeid tot een van de meest aantrekkelijke woongemeenten van Nederland.

## Politiek
De gemeenteraad van Heemstede bestaat uit 21 zetels. Hieronder de behaalde zetels per partij bij de gemeenteraadsverkiezingen sinds 1998:
| Gemeenteraadszetels      | Gemeenteraadszetels | Gemeenteraadszetels | Gemeenteraadszetels | Gemeenteraadszetels | Gemeenteraadszetels | Gemeenteraadszetels | Gemeenteraadszetels |
| Partij                   | 1998                | 2002                | 2006                | 2010                | 2014                | 2018                | 2022                |
| ------------------------ | ------------------- | ------------------- | ------------------- | ------------------- | ------------------- | ------------------- | ------------------- |
| VVD                      | 8                   | 7                   | 6                   | 7                   | 4                   | 5                   | 5                   |
| Heemsteeds Burger Belang | 2                   | 3                   | 2                   | 2                   | 5                   | 7                   | 5                   |
| D66                      | 1                   | 1                   | 1                   | 4                   | 5                   | 3                   | 4                   |
| GroenLinks               | 3                   | 2                   | 3                   | 2                   | 2                   | 3                   | 3                   |
| CDA                      | 4                   | 5                   | 4                   | 3                   | 3                   | 2                   | 2                   |
| PvdA                     | 3                   | 3                   | 4                   | 3                   | 2                   | 1                   | 2                   |
| Nieuw Heemstede          | -                   | -                   | 1                   | -                   | -                   | -                   | -                   |
| Totaal                   | 21                  | 21                  | 21                  | 21                  | 21                  | 21                  | 21                  |

## Buitenplaatsen

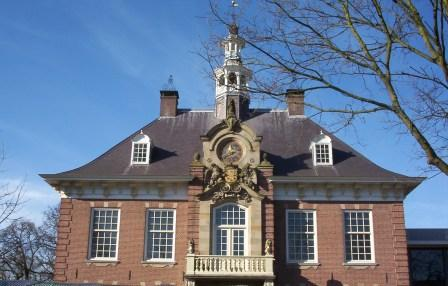
Heemsteedse Raadhuis

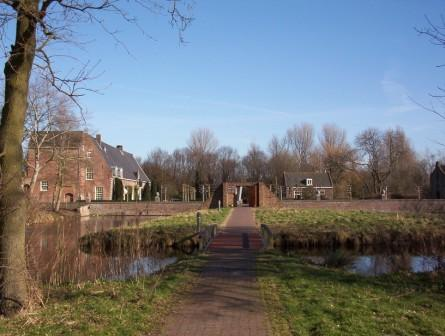
Het Oude Slot van Heemstede.

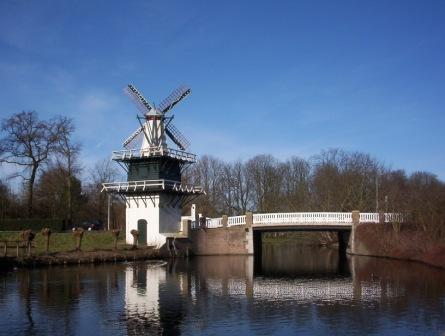
Het molentje van Groenendaal.

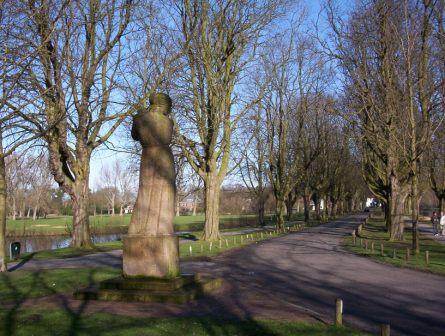
Vrijheidsbeeld, Vrijheidsdreef, Groenendaal

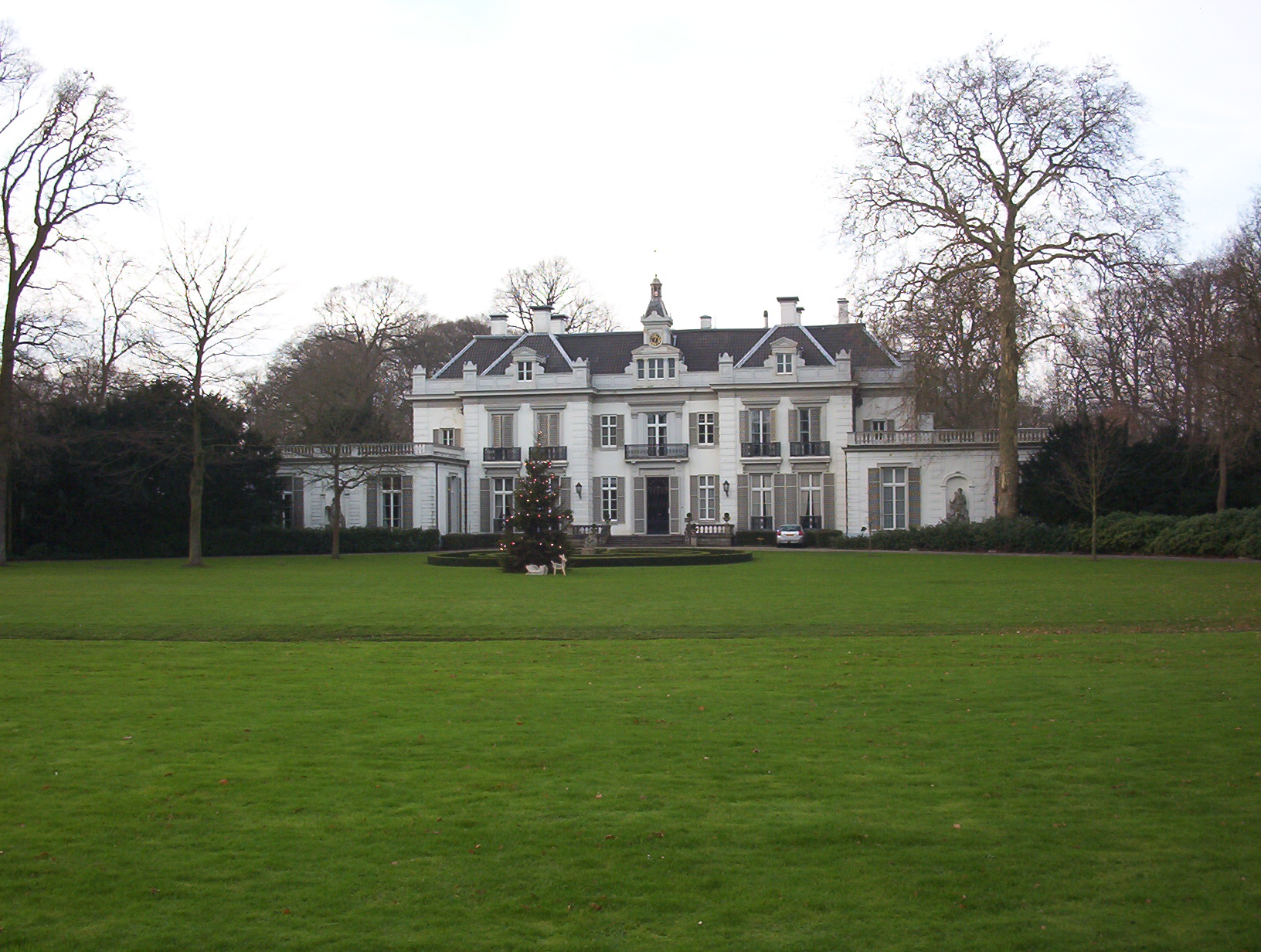
Hartekamp

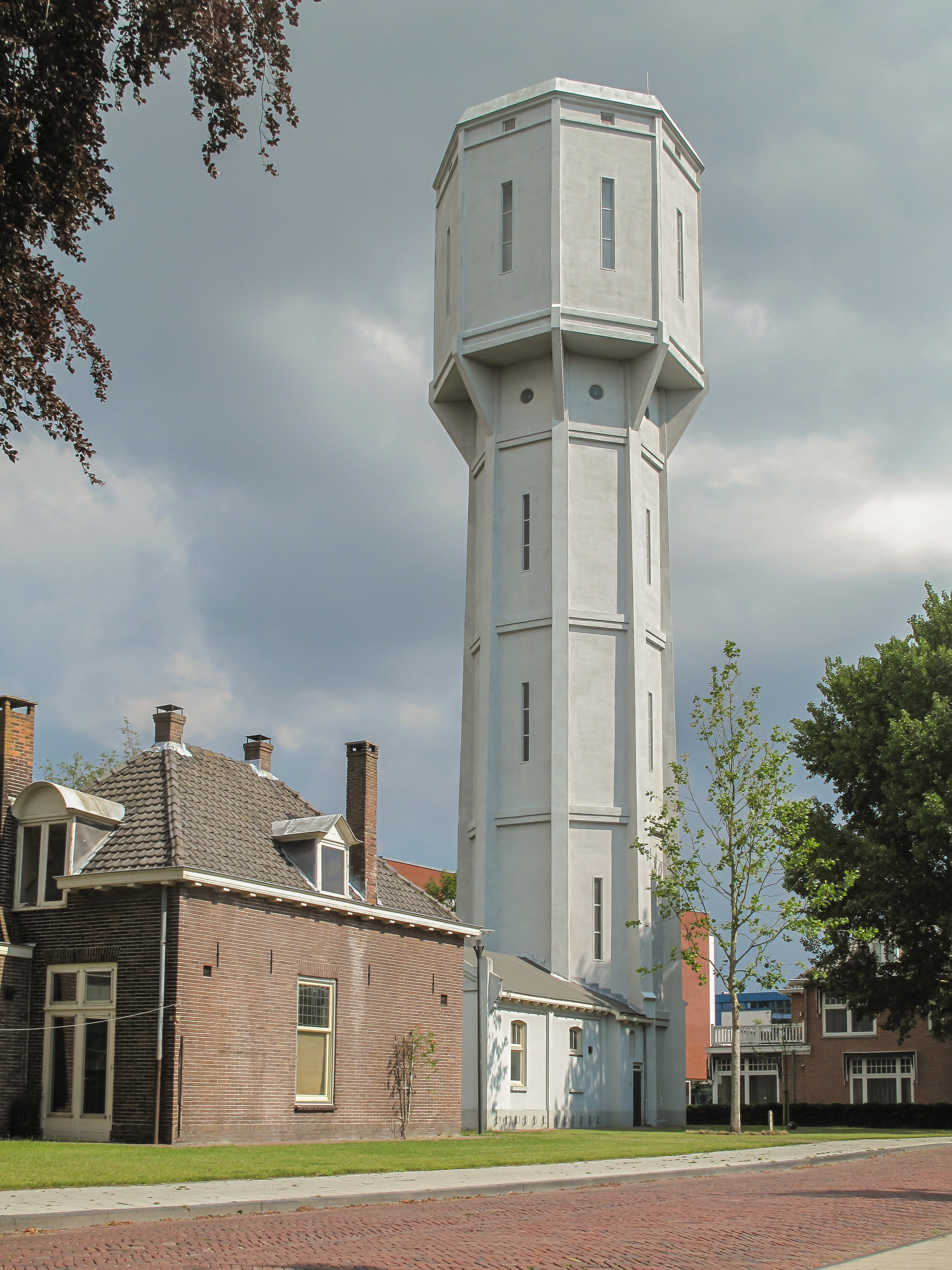
Watertoren

Vele heren uit de vroedschap van Amsterdam kochten in de 17e eeuw zomerverblijven in Heemstede. Adriaen Pauw woonde er in de zomermaanden na aankoop van de heerlijkheid Heemstede en het Huis te Heemstede voor ƒ 36.000,- van de erven van Hendrik van Hovijne. In het zuiden van de gemeente ligt het 80 ha grote loofbos Groenendaal. Groenendaal was zelf een buitenplaats, opgezet als park door de rijke bankier John Hope, neef van Henry Hope, de bouwer van buitenplaats Welgelegen in Haarlem. Toen hij in 1784 Bosbeek kocht van een Amsterdamse burgemeestersfamilie, annexeerde hij de parklanden en sloopte Groenendaals hoofdgebouw, maar de oprijlaan vanaf de Herenweg bestaat nog steeds. Groenendaal is drie keer het middelpunt geweest van de internationale Floratentoonstelling. Deze vonden plaats in de jaren 1925, 1935 en 1953. De Floratentoonstellingen waren de voorlopers van de Floriade.
In de 17e en 18e eeuw telde Heemstede talrijke buitenplaatsen. Herenhuizen, bijgebouwen en/of tuinen resteren nog van Oud-Berkenroede, Berkenrode, Ipenrode, Huis te Manpad,
 de Hartekamp, Bosbeek, Meer en Bosch, Meer en Berg, Kennemeroord en Gliphoeve.
Tussen 1735 en 1738 werkte de beroemde Zweedse natuuronderzoeker Linnaeus als prefect van de tuin en lijfarts van George Clifford op het landgoed De Hartekamp. In 1738 verscheen het boekwerk Hortus Cliffortianus, een inventarisatie van de tuin, het herbarium en de natuurwetenschappelijke bibliotheek. Jacob van Lennep bracht zijn zomers door in Huis te Manpad en andere buitenplaatsen van zijn familie. De in 1856 gesloopte, nabij het Spaarne gelegen hofstede Bronstee was ooit in het bezit van het Amsterdamse regentengeslacht De Graeff van Polsbroek.
Een groot deel van het landgoed Meer en Berg werd in 1948 toegevoegd aan het loofbos Groenendaal.

## Monumenten
In de gemeente zijn er bijna 100 rijksmonumenten, 49 gemeentelijke monumenten en een aantal oorlogsmonumenten, zie:
- Lijst van rijksmonumenten in Heemstede
- Lijst van gemeentelijke monumenten in Heemstede
- Lijst van oorlogsmonumenten in Heemstede

## Kunst in de openbare ruimte
In de gemeente Heemstede zijn diverse beelden, sculpturen en objecten geplaatst in de openbare ruimte, zie:
- Lijst van beelden in Heemstede

## Ambachten
Van de 16e tot 20e eeuw was de blekerijnijverheid van belang, vanaf de 18e eeuw ook de bloembollencultuur. In 1912 nam het gemeentebestuur een door de architecten Joseph Cuypers en Jan Stuyt ontworpen Uitbreidingsplan aan voor de gehele gemeente, dat met wijzigingen tot 1940 fungeerde. In dit uitbreidingsplan werd ook de Onze-Lieve-Vrouw-Hemelvaartkerk opgenomen, die ook door Cuypers en Stuyt is ontworpen. Op basis hiervan ontwikkelde de gemeente zich in de jaren twintig en dertig van de 20e eeuw tot een forensengemeente.

## In de omgeving
Ten oosten van Heemstede ligt aan de ringvaart het oude stoomgemaal Cruquius. Aan de west kant ligt het grootste aaneengesloten wandelgebied van Nederland, de Amsterdamse Waterleidingduinen.

## Overige informatie
De Naald werd geplaatst door David Jacob van Lennep in 1817 ter herinnering aan twee veldslagen in 1304 tegen de Vlamingen en 1573 tegen de Spaanse bezetters.
Nicolaas Beets was van 1840 tot 1854 predikant [zichzelf noemende 'herder'] van de Hervormde Kerk. Hij heeft ook een school gesticht. Deze bestaat nog steeds en in thans vernoemd naar zijn oprichter: Nicolaasbeetsschool.
In Heemstede bevindt zich de oudste basisschool van Nederland, namelijk de Voorwegschool. De school bestaat al sinds 1630.
De letterkundige en advocaat mr. Jacob van Lennep verbleef in zijn jeugd veelvuldig op het zomerverblijf van zijn vader professor David Jacob van Lennep in het Huis te Manpad aan de Herenweg.
Godfried Bomans schreef in het ouderlijk huis Berkenrode zijn eerste sprookjes en delen van De memoires of gedenkschriften van Mr. P(ieter) Bas.
De Sint-Bavokerk aan de Herenweg werd in 1879 in gebruik genomen. Het is een ontwerp van Evert Margry en is een Rijksmonument.
Heemstede ligt aan de spoorlijn Leiden - Haarlem en telt één station, Heemstede-Aerdenhout. Deze spoorlijn volgt grotendeels de Leidse trekvaart, die zijn 350e verjaardag vierde in 2007.
De Heemsteedse voetbalclub RCH behaalde twee landskampioenschappen, de laatste in 1953.
In de gemeente is het instituut Meer en Bosch gevestigd, onderdeel van de Stichting Epilepsie Instellingen Nederland (SEIN).
In Heemstede is de abortuskliniek Bloemenhove gevestigd.
In december 2004 verhuisde het vroegere Diaconessenhuis, gefuseerd met de Mariastichting in Haarlem naar een nieuwe huisvesting van het Spaarne Ziekenhuis in Hoofddorp, gemeente Haarlemmermeer. Wél is in Heemstede nog een dagafdeling met poliklinieken van het ziekenhuis.
De voormalige buitenplaats de Hartekamp is tegenwoordig hoofdvestiging van Stichting De Hartekamp Groep, een instelling voor zorg en dienstverlening aan mensen met een verstandelijke of meervoudige beperking in de regio Midden- en Zuid-Kennemerland met o.a. een nevenvestiging 'Harteheem' te Heemskerk.
Sinds de 17e eeuw hoort buurtschap De Glip tot de gemeente Heemstede.
De plaatsnaam Hempstead in de Amerikaanse staat New York is mogelijk een verbasterde vorm van Heemstede. Deze plaats was in de 17e eeuw een koloniale nederzetting nabij Nieuw-Amsterdam.

## Bibliotheek
De door ridder Adriaan Pauw gestichte Bibliotheca Heemstediana was gedurende het midden van de 17e eeuw met meer dan 16.000 banden verreweg de grootste van Nederland. Na zijn overlijden is deze in 1656/1657 geveild en kwam een deel terecht in de Herzog August Bibliothek te Wolfenbüttel.
De gemeentelijke openbare bibliotheek is in 1947 opgericht en bevindt zich sinds 1986 in het gebouw van de voormalige Dreefschool (thans een gemeentelijk monument). Hier is het archief aanwezig van de Vereniging Oud Heemstede-Bennebroek. De door directeur Hans Krol bijeengebrachte 'Heemstede-collectie' bevindt zich thans - evenals het gemeentearchief - in het Noord-Hollands Archief te Haarlem.

## Geboren in Heemstede
- Pieter Jacob Harrebomée (1809-1888), taalkundige
- Ernst von Bönninghausen (1900-1973), jonkheer, jurist en nationaalsocialistisch politicus
- Jules Chapon (1914-2007), kunstenaar
- Peter Aryans (1918-2001), acteur
- Tineke Haak (1922-2004), verzetsstrijder
- Hans Eijsvogel (1927-2019), sportjournalist
- Johannes de Vries (1927-2021), hoogleraar en historicus
- Jan Gmelich Meijling (1936-2012), politicus
- Rudolf Spoor (1938-2024), tv-regisseur
- Peer Mascini (1941-2019), acteur
- Rinus van Schendelen (1944-2024), politicoloog
- Leo Cuypers (1947-2019), pianist en componist
- Joost Swarte (1947), striptekenaar en grafisch ontwerper
- Joris August Verdonkschot (1947), beeldhouwer
- Johan Neeskens (1951-2024), voetballer en voetbaltrainer
- Kees Prins (1956), acteur
- Adriënne Wurpel (1956), regisseur
- Maarten Divendal (1958), politicus
- Vera de Backker (1962), kunstschilderes en illustratrice
- Floortje Dessing (1970), radio- en televisiepresentatrice, programmamaakster en schrijfster van reisverhalen
- Thierry Baudet (1983), politicus en auteur
- Steef de Jong (1983),  theatermaker, liedjesschrijver en beeldend kunstenaar
- Inge Schrama (1985), actrice

## Overleden in Heemstede
- Willem van Tijen (1974), architect
- Dirk Miente Bakker (1985), hoogleraar
- Mieke van der Wall-Duyvendak (1992), politica
- Jan Krol (politicus) (1994), politicus
- Peter Baehr (2010), hoogleraar
- Joost Divendal (2010), journalist
- Barry Hughes (2019), Brits voetbaltrainer en entertainer

## Media
- Branding RTV
- Haarlem 105 RTV
- Haarlems Dagblad
- De Heemsteder
- Heemsteedse Courant
- RTV Noord-Holland
- Noordholland100
- Het Weekblad van Heemstede